# دوچرخه برقی

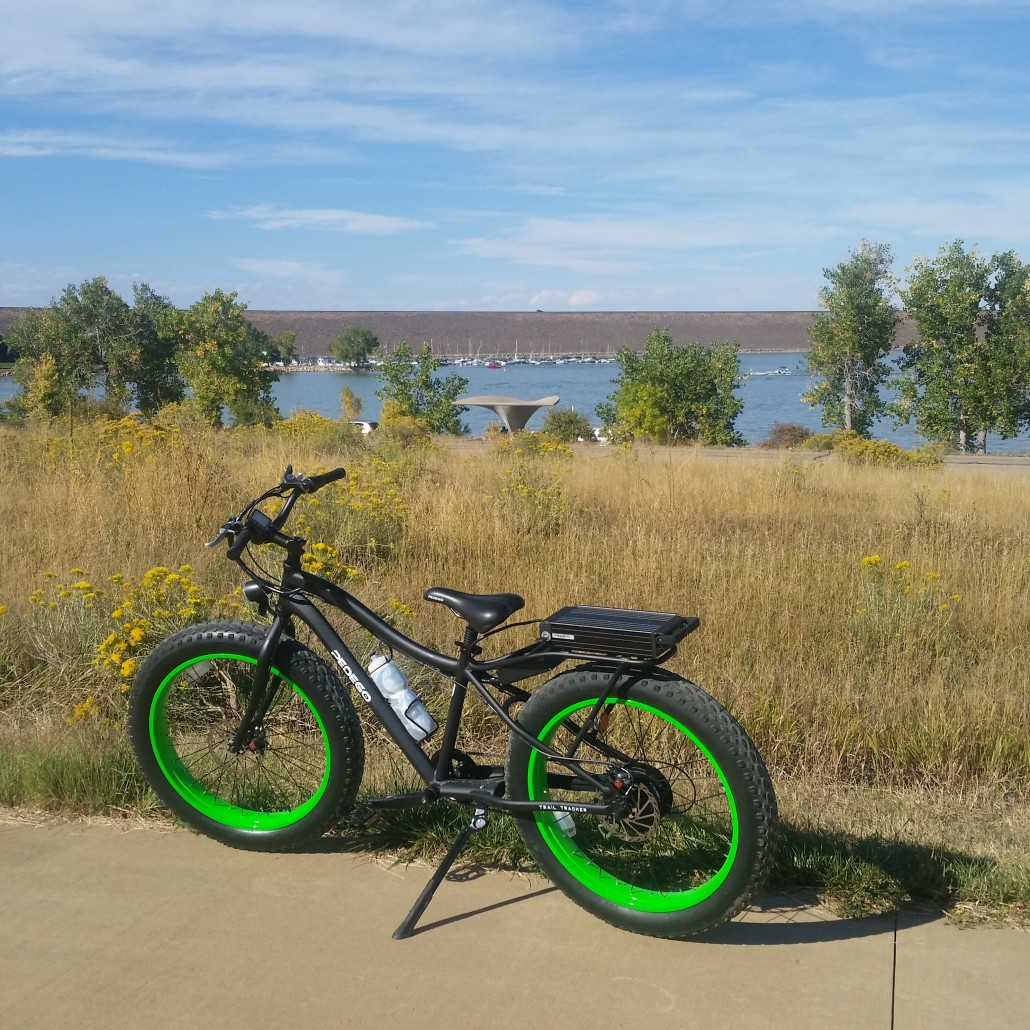
دوچرخه برقی پدگو

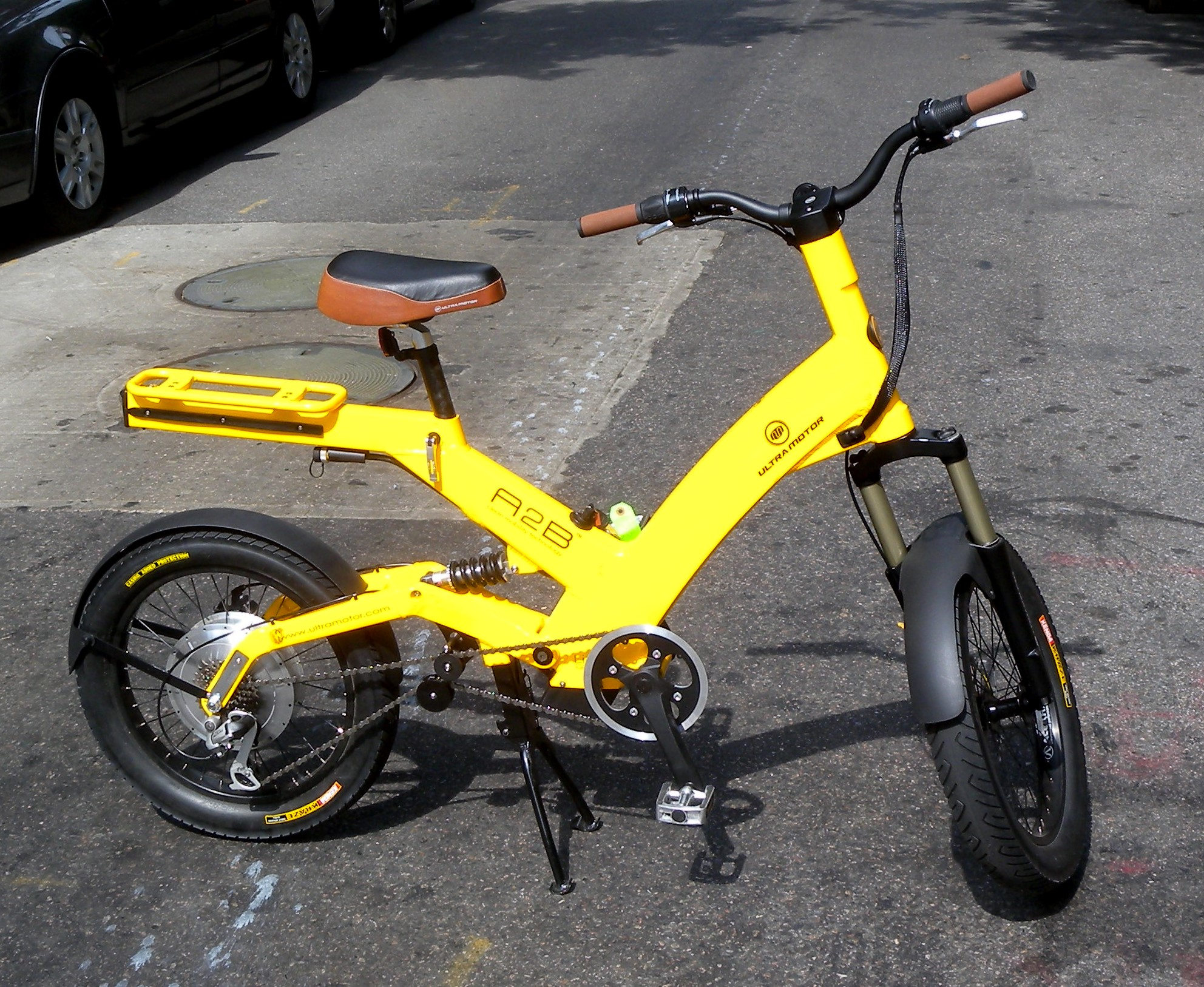
A2B Ultramotor دوچرخه برقی مشابه موتور سیکلت

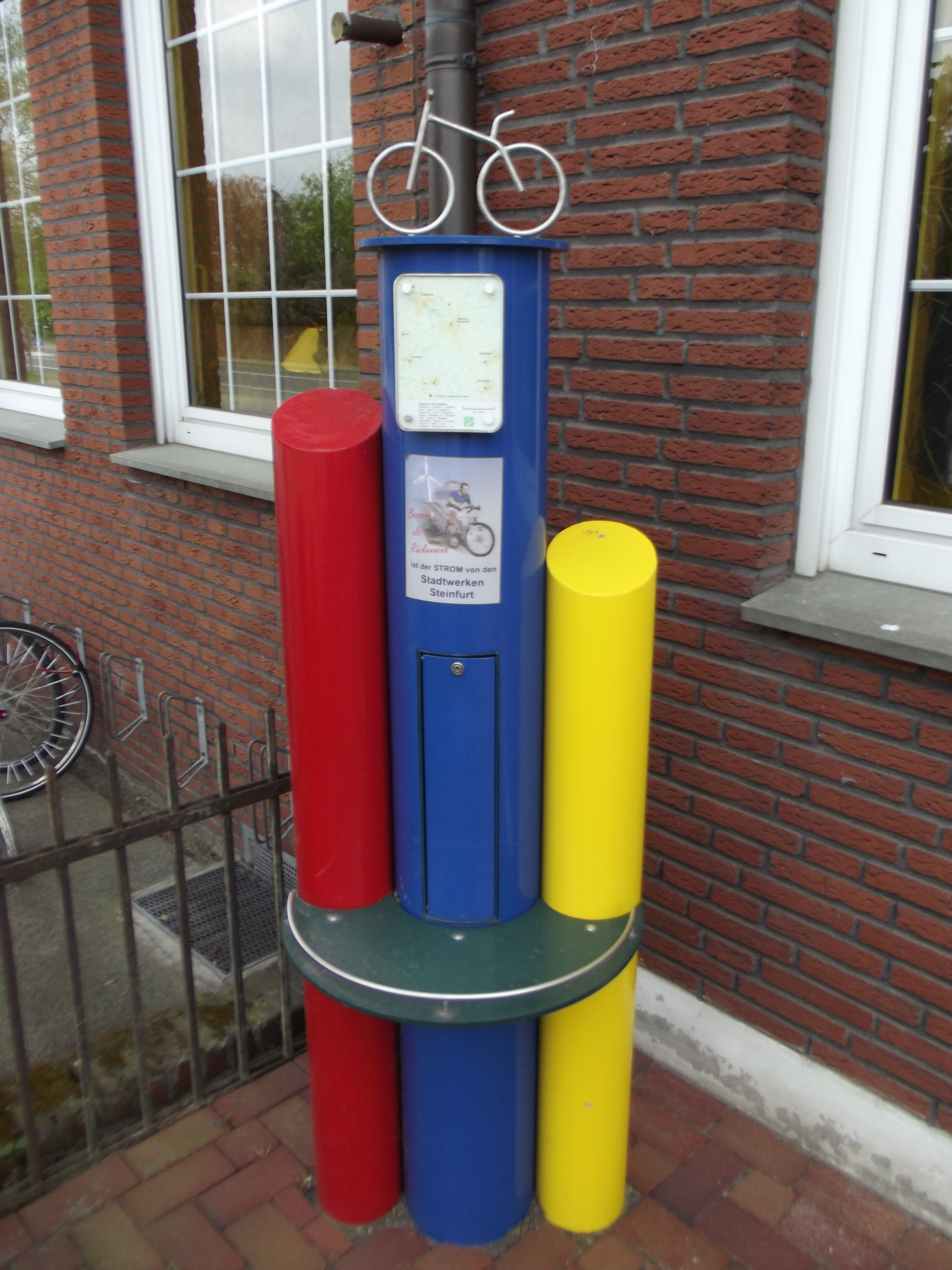
ایستگاه شارژ دوچرخه برقی -آلمان

دوچرخه های برقی یا همان دوچرخه‌های الکتریکی بایک در سال‌های اخیر به دلیل طرح شدن حمل و نقل درون‌شهری سبز، جایگاه خاصی یافته‌اند. در این میان، شرکت‌هایی شکل گرفته‌اند که با طراحی‌های مدرن محصولات خود، سعی در به‌دست آوردن بازارهای سال‌های آینده را دارند. با توجّه به اهمیت موضوع، در این بخش سه محصول مدرن دوچرخه‌های برقی که مراحل اولیه طراحی و تست خود را پشت سر می‌گذارند، معرفی خواهند شد.
دوچرخه برقی به انگلیسی؛ دوچرخه برقی یا به صورت مخفف، E-bike، دوچرخهای است مجهز به یک موتور الکتریکی کوچک که دوچرخه‌سوار را در پدال زدن یاری می‌نماید. انواع مختلف بسیاری از دوچرخه‌های برقی در جهان وجود دارند، از مدل‌هایی که دارای یک موتور برقی کوچک هستند و پدال زدن را ساده‌تر می‌کنند تا مدل‌هایی که به یک موتورسیکلت کوچک (موتورگازی) نزدیکترند. به هرحال تا زمانی که فرد می‌تواند پدال بزند، دوچرخه برقی محسوب می‌گردد و به عنوان موتورسیکلت برقی شناخته نمی‌شود. اغلب کشورها قوانین متفاوتی برای این طبقه‌بندی‌ها دارا هستند.
دوچرخه برقی از باتریهای قابل شارژ استفاده می‌کند و معمولاً می‌تواند با سرعتی بین ۲۵ تا ۳۲ کیلومتر در ساعت حرکت نماید. بسته به قوانین کشورها میزان قدرت موتور و سرعت دوچرخه‌های برقی با هم متفاوت هستند، برخی موتور گازی‌های برقی دارای سرعت ۴۵ کیلومتر در ساعت هستند. به‌طور متوسط دوچرخه‌های برقی با یک باتری کاملاً شارژ شده می‌توانند مسافت بین ۲۵ تا ۶۰ کیلومتر را طی کنند که البته طول این مسافت بستگی به کیفیت دوچرخه، کیفیت باتری، شرایط جاده و حتی دمای هوا و شرایط جوی دارد.

## اجزا و قطعات اصلی یک دوچرخه برقی
یک دوچرخه برقی، دارای تمامی قطعات یک دوچرخه استاندارد (تنه، دوشاخ، دنده، کمک فنر و…) هست. به علاوه، یک دوچرخه برقی شامل یک دوچرخه عادی به علاوه قطعات زیر است:

### موتور
موتور الکتریکی معمولاً در مرکز چرخ عقب(rear wheel) یا چرخ جلو(front wheel) نصب می‌شود. در برخی از دوچرخه‌های برقی نیز موتور دوچرخه در مرکز دوچرخه و متصل به رکاب دوچرخه می‌باشد که به آنها دوچرخه برقی موتور میانی (mid-drive) نیز می‌گویند. توان موتورهای الکتریکی مورد استفاده در دوچرخه‌های برقی معمولی کمتر از ۱۰۰۰ وات می‌باشد (انواع موتورهای ۲۵۰، ۳۵۰، ۵۰۰، ۷۵۰ و ۱۰۰۰ وات بسته به نوع کاربرد در دوچرخه‌های برقی استفاده می‌شوند). در دوچرخه‌های برقی انواع موتورهای الکتریکی از جمله موتورهای دی سی (DC) و دی سی بدون جاروبک (BLDC) استفاده می‌شوند. امروزه با توجه به پارامترهایی نظیر بازدهی، طول عمر بالا، هزینه نگهداری کم و … عمده موتورهای موجود در دوچرخه‌های برقی از نوع BLDC می‌باشند.

### باتری و مدار حفاظت
باتری وظیفهٔ تأمین انرژی موتور را بر عهده دارد. در دوچرخه‌های برقی انواع باتری ها از جمله باتریهای لیتیومی، سرب-اسیدی خشک، نیکل-کادمیوم و … استفاده می‌شوند. دو نوع معمول باتریهای مورد استفاده شامل باتریهای لیتیومی و باتریهای سرب-اسید خشک هستند.

#### باتری سرب اسید یا لید اسید (SLA)
این باتری یک نوع استاندارد باتری برای اکثر اسکوتر الکتریکی موتور برقی و در موارد کمی باتری های دوچرخه برقی می باشد. در حال حاضر اکثر اسکوترهای الکتریکی هنوز از باتری های لید اسید استفاده می کنند، اما برای باتری دوچرخه برقی تکنولوژی های به روز تری به کار گرفته می شود تا علاوه بر طراحی زیباتر، دوچرخه ها وزنی کمتری نیز داشته باشند. از مزایای این باتری می توان به قیمت ارزان و دسترسی آسان آن اشاره کرد. و اما معایب این نوع از باتری ها در ابعاد بزرگ، وزن زیاد، مدت زمان سواری کوتاهتر و طول عمر کوتاه بین ۱۰۰ تا ۳۰۰ بار شارژ کردن است. 

#### باتری لیتیوم یون
این تکنولوژی جدیدترین فناوری باتری های لوازم برقی و شارژی است. عمر باتری لیتیوم تقریباً ۲-۳ برابر با باتری SLA یا لید اسید است. این باتری بسیار سبک بوده و عمدتاً نیاز به تعمیر و نگهداری ندارد. برای تولید دوچرخه های برقی حرفه ای از این نوع باتری استفاده می شود. از مزایای این نوع باتری می توان به وزن کم، زمان سواری بیشتر، طول عمر بیشتر و بازدهی بسیار بالا نسبت به قیمت آن اشاره کرد. قیمت بالاتر نسبت به باتری های سرب اسید یکی از محدودیت ها و ضعف های این مدل از باتری ها است.

#### مقایسه دو باتری لید اسید و باتری لیتیوم یون
باتریهای سرب-اسید خشک به دلیل قیمت پایین معمولاً مورد استفاده قرار می‌گیرند در حالی که باتری‌های لیتیومی با وجود قیمت بالاتر دارای کیفیت، ظرفیت و طول عمر بالاتری هستند. با توجه به پیشرفتهای اخیر در زمینه باتریهای لیتیومی عمده دوچرخه‌های برقی موجود در بازار از باتریهای لیتیومی استفاده می‌کنند. باتریهای لیتیومی نسبت به over-voltage , under-voltage و over-current بسیار حساس می‌باشند، به همین دلیل معمولاً دارای یک مدار محافظ (Protection Circuit Module) می‌باشند که باتری‌ها را از این جهت محافظت می‌کند. در صورت عدم استفاده از این مدار محافظ عمر باتری‌های لیتیومی بسیار کاهش می‌یابد.

### کنترل‌کننده دوچرخه (درایور، driver)
سیستم کنترل‌کننده مغز متفکر هر دوچرخهٔ برقی بوده و عملکرد صحیح آن تأثیر زیادی بر رضایت مشتری، عملکرد مناسب و بدون صدای موتور و بازدهی بالای مجموعه دارد. مهمترین عملکرد سیستم کنترل‌کننده، کنترل موتور براشلس دوچرخه است. برای کنترل سرعت موتور، درایور قابلیت اتصال به دسته‌ی گاز و سنسور کمک رکاب((PAS(Pedal Assist Sensor) را باید داشته باشد. از سوی دیگر ارتباط با صفحه نمایش و نمایش پارامترهایی نظیر سرعت، میزان شارژ باتری و … به دوچرخه سوار از دیگر ویژگیهایی است که یک کنترل‌کننده مناسب می‌تواند داشته باشد.

### سنسور کمک رکاب
شما می‌توانید با استفاده از دوچرخه برقی خود ورزش نمایید. در چنین حالتی با نصب سنسور PAS این امکان فراهم می‌گردد تا بخشی از نیروی مورد نیاز برای حرکت دوچرخه توسط پدال زدن شما تأمین شده و مابقی با توسط موتور الکتریکی تولید شود. با استفاده از این سنسور، شما می‌توانید درصدی از نیروی مورد نیاز که بایستی توسط موتور برقی تأمین شود را تنظیم نمایید. به‌طور مثال، شما می‌توانید ۶۰ درصد انرژی مورد نیاز را از طریق موتور و ۴۰ درصد مابقی را با پدال زدن تأمین نمایید.
استفاده از این سنسور به شما کمک می‌کند تا بتوانید به صورت روزانه از دوچرخه استفاده نمایید. در مسیرهای افقی و در زمان‌هایی که تمایل دارید می‌توانید پدال زده و در مسیرهای شیب‌دار می‌توانید با استفاده از کمک موتور الکتریکی به سادگی حرکت کنید.

### دسته گاز
رابط کاربری بین فرد و موتور الکتریکی دسته گاز می‌باشد که میزان قدرت گرفته شده از موتور به وسیلهٔ دسته گاز کنترل می‌شود. به وسیله دسته گاز می‌توان سرعت حرکت دوچرخه را تعیین نمود.

### صفحه نمایش
به صورت کلی دو نوع صفحه نمایش LED و LCD بر روی دوچرخه برقی قابل نصب است. صفحه نمایش LED دارای قیمت مناسب‌تری بوده و تنها میزان شارژ باتری را نشان می‌دهد. صفحه نمایش LCD علاوه بر میزان شارژ؛ سرعت حرکت، زمان حرکت و چندین پارامتر دیگر را نیز نشان می‌دهد.

## انواع روش‌های استفاده از دوچرخه برقی
به‌طور کلی به سه روش می‌توان از دوچرخه برقی استفاده کرد:
1. می‌توانید مانند دوچرخه معمولی با پدال زدن و بدون استفاده از موتور، دوچرخه سواری کنید.
2. می‌توانید با استفاده از دسته گاز تعبیه شده بر روی فرمان دوچرخه، سرعت دوچرخه را تنظیم کنید و از قدرت موتور لذت ببرید
3. در صورتی که تمایل داشته باشید که در کنار رکاب زدن، موتور الکتریکی به عنوان نیروی کمکی به شما کمک کند، بایستی سنسور کمک رکاب (PAS) که یک آپشن اضافی است را روی دوچرخه نصب کنید. با استفاده از این سنسور می‌توانید انتخاب کنید که چه میزان از نیروی مورد نیاز دوچرخه توسط موتور الکتریکی تأمین شده و چه میزان از آن با استفاده از رکاب زدن شما به چرخ منتقل شود.

## سازنده‌های مطرح دوچرخه برقی در ایران
صنعت دوچرخه دارای سابقه طولانی در کشور است. با مطرح شدن دوچرخه‌های برقی، سازنده‌ای سنتی دوچرخه در کشور اقدام به مونتاژ دوچرخه‌های برقی نمودند. به علاوه برخی دیگر از وارد کنندگان خرد نیز دوچرخه‌های کم کیفیت چینی را به کشور وارد کردند. از این روست که دوچرخه‌های برقی موجود در کشور در بسیاری از موارد دارای کیفیت قابل قبول نبوده و خصوصاً در زمینه باتری به سرعت دچار مشکل می‌شوند. از سوی دیگر، دوچرخه‌های برقی فروخته شده توسط تولیدکنندگان کوچک عموماً از لحاظ خدمات پس از فروش و تأمین قطعات دچار مشکل بوده و در صورت وجود هر نوع اشکال بلا استفاده خواهند شد. در این میان، برخی از تولیدکنندگان قدیمی و برخی از شرکت‌های دانش بنیان با سرمایه‌گذاری بر روی تولید قطعات اصلی دوچرخه برقی اقدام به تولید دوچرخه‌های با کیفیت بالا نموده‌اند. به علاوه، با توجه به اینکه دانش فنی دوچرخه برقی در این مجموعه‌ها بومی گردیده‌است، دوچرخه‌های تولیدی از لحاظ تأمین قطعات و انجام خدمات به خوبی پشتیبانی می‌شوند.